# Liste du patrimoine immobilier classé de Waremme
Cette page regroupe l'ensemble du patrimoine immobilier classé de la ville belge de Waremme.
| Objet | Année de construction / Architecte | Adresse                             | Section communale | Coordonnées                      | Numéro d’inventaire | Illustration |
| --- | ---------------------------------- | ----------------------------------- | ----------------- | -------------------------------- | ------------------- | --- |
| Tumulus de la Plate Tombe: Le tumulus romain sis rue du Tumulus, à Waremme (M) ainsi que l'ensemble formé par ce tumulus et ses abords à Waremme (S)                                                                       |                                    |                                     | Waremme           | 50° 41′ 17″ nord, 5° 15′ 27″ est | 64074-CLT-0001-01   | Tumulus de la Plate Tombe: Le tumulus romain sis rue du Tumulus, à Waremme (M) ainsi que l'ensemble formé par ce tumulus et ses abords à Waremme (S)                                                                       |
| La drève de Longchamps, à Waremme |                                    |                                     | Waremme           | 50° 41′ 21″ nord, 5° 14′ 26″ est | 64074-CLT-0002-01   | La drève de Longchamps, à Waremme |
| Tumuli du Bois des Tombes: Deux tumuli sis dans le bois des tombes, à Waremme (M) ainsi que l'ensemble formé par ces tumulus et leurs abords (S)                                                                           |                                    |                                     | Waremme           | 50° 40′ 45″ nord, 5° 14′ 27″ est | 64074-CLT-0003-01   | Tumuli du Bois des Tombes: Deux tumuli sis dans le bois des tombes, à Waremme (M) ainsi que l'ensemble formé par ces tumulus et leurs abords (S)                                                                           |
| Tumulus d'Oleye: Le tumulus dit Tombe romaine à Oleye (M) ainsi que ses abords (S). |                                    |                                     | Oleye             | 50° 42′ 57″ nord, 5° 16′ 56″ est | 64074-CLT-0004-01   | Tumulus d'Oleye: Le tumulus dit Tombe romaine à Oleye (M) ainsi que ses abords (S). |
| L'intérieur, le mobilier immeuble par destination et les vitraux de l'église Saint-Denis à Grand-Axhe |                                    |                                     | Grand-Axhe        | 50° 40′ 45″ nord, 5° 13′ 27″ est | 64074-CLT-0005-01   | Image manquanteTéléverser |
| Les façades et toitures, y compris celles des annexes, de la maison Lejeune-d'Anglure ou maison Réard Seny sise porte de Liège, n°8 (M) ainsi que l'ensemble formé par cet édifice et ses abords, y compris le tilleul (S) |                                    |                                     | Waremme           | 50° 41′ 52″ nord, 5° 15′ 27″ est | 64074-CLT-0006-01   | Les façades et toitures, y compris celles des annexes, de la maison Lejeune-d'Anglure ou maison Réard Seny sise porte de Liège, n°8 (M) ainsi que l'ensemble formé par cet édifice et ses abords, y compris le tilleul (S) |
| Château de Sélys-Longchamps | 1810                               | 112, Rue Edmond de Sélys-Longchamps | Waremme           | 50° 41′ 26″ nord, 5° 14′ 20″ est | 64074-CLT-0010-01   | Château de Sélys-Longchamps |
| Le site archéologique du tumulus dit La Plate Tombe |                                    |                                     | Waremme           | 50° 41′ 17″ nord, 5° 15′ 27″ est | 64074-PEX-0001-01   | Le site archéologique du tumulus dit La Plate Tombe |
| Le site archéologique des deux tumuli au lieu-dit Bois des Tombes |                                    | Petit-Axhe                          | Waremme           | 50° 40′ 45″ nord, 5° 14′ 27″ est | 64074-PEX-0002-01   | Le site archéologique des deux tumuli au lieu-dit Bois des Tombes |
| Le site archéologique du tumulus dit Tombe romaine |                                    |                                     | Oleye             | 50° 42′ 57″ nord, 5° 16′ 56″ est | 64074-PEX-0003-01   | Le site archéologique du tumulus dit Tombe romaine |
| L'ancienne salle de billard, dite aussi "Tente Napoléon" (sol, murs, plafond et menuiseries) du Château de Sélys-Longchamps                                                                                                |                                    | 112, Rue Edmond de Sélys-Longchamps | Waremme           | 50° 41′ 26″ nord, 5° 14′ 20″ est | 64074-PEX-0004-01   | L'ancienne salle de billard, dite aussi "Tente Napoléon" (sol, murs, plafond et menuiseries) du Château de Sélys-Longchamps                                                                                                |